# عمرکشان
عُمرکُشان یا در ادبیات دینی و روایی عیدُالزهرا، فَرحَةالزهراء، غدیر دوم و روز رُفِعَ‌القلم، جشن سالگرد کشته شدن عمر بن خطاب است. این جشن، صدها سال در برخی مناطق شیعی برگزار شده است؛ اما در سال‌های اخیر، پس از مخالفت بسیاری از مراجع تقلید شیعه، برگزاری رسمی و علنی این مراسم تعطیل شده اما هنوز برخی شیعیان به صورت خصوصی و خانگی، این روز را جشن می‌گیرند. این مراسم موجب اختلاف موافقان و مخالفان برگزاری آن بوده است. مخالفان بیشتر بر جنبه‌های اختلاف‌افکنانه این مراسم میان شیعه و سنی پافشاری دارند و بعضاً در تاریخ کشته‌شدن عمر بن خطاب مناقشه می‌کنند.
تاریخچه این مراسم تا پیش از دوران صفویه مشخص نیست و رونق آن پس از صفویه صورت گرفته است. این مراسم تا پیش از روی کار آمدن جمهوری اسلامی در کشور در بعضی مناطق، بدون منع و به صورت علنی، برگزار می‌شد، اما پس از انقلاب اسلامی، به دستور روح‌الله خمینی ممنوع اعلام شد. در کاشان نیز مقبره ابولولو به جهت مقابله با برگزاری مراسم عمرکشان در آنجا، برای همیشه بسته و تغییر کاربری داده‌شد.
بر اساس گزارش‌ها، این روز با مراسم و آئین‌هایی چون ساخت پیکره‌هایی نمادین از عمر بن خطاب و آتش زدن آنها، شعرخوانی، تصنیف‌گویی، آتش‌بازی، پوشیدن لباس قرمز و اجرای نمایشنامه‌های کمدی همراه بوده است.

## پیش‌درآمد
ایرانیکا گزارش می‌کند که ترور عمر بن خطاب در روز چهارشنبه مصادف با ۲۳ نوامبر ۶۴۴ میلادی اتفاق افتاده است. به گزارش احمد بن حنبل در مسندش، کسانی به عمر در خصوص نقشه‌های ترور او تذکرهایی داده بودند. در خصوص انگیزه ابولولو —قاتل عمر— برای به قتل رساندن عمر بن خطاب، اتفاق نظری وجود ندارد. به گزارش مسعودی، انگیزه او به جهت کینه‌ای بود که بر اثر بی اعتنایی خلیفه بر وضع خراج مولایش مغیره بن شعبه بر او صورت گرفته بود. بر این اساس، وقتی خراجی سنگین بر ابولولو از جانب مغیره وضع شد، ابولولو به عمر شکایت کرد و پس از بی‌اعتنایی عمر نسبت به درخواست ابولولو، کینه‌ای در دل ابولولو شکل گرفت که به این قتل انجامید. در دانشنامه ایرانیکا، این احتمال که او با ارباب سابقش توطئه قتل عمر بن خطاب را طراحی کرده بود یا آنکه او عامل دست چند تن از صحابه در اجرای قتل عمر بن خطاب بوده است، مطرح شده است. بر اساس گزارش‌ها، ابولولو عمر را در مسجد مورد حمله قرار داد و با خنجری به او حمله کرد و عمر را مجروح کرد و از مسجد گریخت. عمر در همان‌جا یا به نقلی سه روز بعد در بستر بیماری درگذشت. ایرانیکا زنده بودن سه روزه عمر را محتمل‌تر می‌داند.

## نام‌ها
«عمرکشان»، «فرحةالزهرا»، «عیدالزهرا»، «روز رفع القلم» و «غدیر دوم» معروف‌ترین عنوان‌ها یاد شده برای این مراسم است. محمدباقر مجلسی — فقیه و محدث شیعه دوازده‌امامی — روایتی را به نقل از علی بن ابی‌طالب در کتاب بحارالانوار گزارش می‌کند که در آن، ۷۲ نام برای روز نهم ربیع‌الاول عنوان شده است. «روز غدیر دوم»، «یوم التحدید الاوزار»، «یوم الخیره»، «یوم الهدو»، «یوم العافیه»، «یوم البرکه»، «یوم الثارات»، «یوم العید الله الاکبر»، «یوم عید اهل البیت» و «یوم البقر» از مشهورترین نام‌های گزارش شده در این روایت است. در کتاب تحفه فیروزیه، یکی از نام‌های این مراسم، «عید بابا شجاع‌الدین» عنوان شده است. محمدصادق روحانی — دیگر فقیه شیعه امامیه — در معنای اصطلاحی «یوم البقر»، بر این باور است که عبارت بقره از مصدر «بقر، یبقر، بقرا» و به معنای شکافته‌شدن است و منظور از آن، پاره‌شدن شکم یکی از دشمنان فاطمه زهرا در این روز است.

## آئین‌ها
تی اس اندرسن، نویسنده انگلیسی در سفرنامه خود سفر من در ایران (تألیف به تاریخ ۱۸۷۹ م)، در توصیف سنت‌های شیعیان اصفهان از مراسم عمرکشان یاد می‌کند که در آن، پیکره‌ای را در نقطه‌ای مشخص از شهر برپا می‌کردند و آن را به آتش می‌کشیدند. آخوندمحمد آرانی کاشانی در توصیفی دقیق از مراسم عمرکشان کاشانی‌ها به سال ۱۳۱۶ ه‍. ق، این عید را بی‌مانند توصیف می‌کند و از عروسک‌هایی به نشانه عمر یاد می‌کند که به دست کودکان بوده است و از این عروسک‌ها در آن مراسم به فروش می‌رسیده است. شعرخوانی، تصنیف‌گویی، آتش‌بازی و مشغول به عیش و نوش شدن در چند روز متوالی، از سنت‌های این مراسم در کاشان یاد شده است. در این توصیف آمده است که سازنده هیکل بزرگی که به نشانه عمر در روز عمرکشان به آتش کشیده می‌شود، به عزایی ساختگی می‌رود و مردمان برای به درآوردن او از عزا، با استخوان‌ها و فضولات حیوانات، به استقبال او می‌روند. هانری رنه دالمانی در سفرنامه خویش بخشی را به رسم عمرکشان در فرهنگ ایرانی‌ها اختصاص داده است و در آنجا به تشریح این مراسم می‌پردازد. وی این مراسم را به یک نمایشنامه خنده‌آور تشبیه می‌کند و هدف از اجرای این مراسم توسط شیعیان را، تحقیر اهل سنت به وسیله توهین به عمر بن خطاب و ابی‌بکر می‌داند. او کینه شیعیان نسبت به عمر را فراتر از کینه مسیحیان از یهودای اسخریوطی گزارش می‌کند. وی مراسم عمرکشان را جذاب‌ترین بخش مراسمات شیعیان گزارش می‌کند که با آتش زدن مجسمه‌ای به نماد عمر بن خطاب، به پایان می‌رسد. به گزارش دالمانی، مراسم عمرکشان در همان مکانی برگزار می‌شود که مراسم تعزیه برپا می‌شده است. چارلز جیمز ویلس سیاح انگلیسی گزارش می‌کند که در دوران قاجار شبی در شیراز، به مراسم عمرکشان دعوت شده است؛ او این مراسم را تشریح می‌کند و از وجود عروسک مضحکی از عمر بن خطاب یاد می‌کند که در پایان مراسم به آتش کشیده می‌شود. او تأکید می‌کند که با وجود برگزاری سالانه این مراسم، اما تنها موفق شده است به یک مراسم عمرکشان دعوت بشود که نشانه مخفیانه برگزار شدن این مراسم در آن دوران بوده است. شولاتور، روزنامه‌نگار آلمانی نیز به رسم آتش زدن عروسک عمر بن خطاب طی این مراسم اشاره می‌کند و این رسم را به اکثر دهات‌های ایران منتسب می‌کند. اصلانی نوع و جنس نماد عمر بن خطاب در این مراسم را چنین تشریح می‌کند: «از چوب، کاغذ، کدو یا کوزه، هیکلی را می‌ساختند و با کاغذ و مقوا صورتی برایش می‌ساختند؛ از پنبه یا پشم سفید برای آن ریشی می‌گذاشتند. عمامه پارچه‌ای بر سرش می‌کردند.»
پوشیدن لباس قرمز از شاخصه‌های این مراسم عنوان شده است. علاوه بر لباس، استفاده از تم قرمز در وسایل تزئینی مثل بادکنک، رومیزی و شکلات قرمز و خوراکی‌هایی با تزئین قرمز از وسایل تشکیل دهنده این جشن‌ها هستند. برگزاری مراسم رقص، شعرخوانی و سخنرانی با موضوع تولی و تبری از مراسم‌های صورت گرفته در این جشن است. اجرای مراسم مولودی‌خوانی این مراسم عموماً بر عهده مداحان خانگی است.

## تاریخچه و علت برگزاری
عمرکشان، یکی از سنت‌های مرسوم شیعیان امامیه است که پس از عصر صفوی مورد اهتمام قرار گرفت و به عنوان بخشی از فرهنگ جامعه شیعی محسوب شد. اصلانی در فرهنگ واژگان طنز، عمرکشان را یک نمایش شاد ایرانی معرفی می‌کند که پس از ممنوعیت مراسم مغ‌کشی، در ایران گسترش یافته است. پژوهشگران دیگری چون دونالد روبین و جمشید ملکپور نیز عمرکشان را سنت تحول یافته مغ کشی دانسته‌اند. میرزا مخدوم شریفی، یکی از علمای سنی مذهبی قرن دهم نیز مراسم عمرکشان کاشانی‌ها را در تاریخ بیست و ششم ذی‌الحجه گزارش می‌کند. به گزارش افندی، مردمان کاشان، مراسم عمرکشان خویش را در اوایل ذی‌الحجه برگزار می‌کردند. به عقیده کاشانی، احتمالاً در عصر آل بویه، مراسم عمرکشان در ماه ذی‌الحجه برگزار می‌شد و به جهت تلاقی این ایام با عزاداری ماه محرم، مراسم پس از پایان عزاداری‌ها، یعنی ماه ربیع‌الاول منتقل شده است. ذبیح‌الله صفا در توصیف تاریخچه این آئین گزارش می‌کند: پر واضح است که این جشن در دوران حکومت اهل سنت، در خفا برگزار می‌شد و مساعدترین زمان برای اجرای این مراسم، در عهد صفوی بوده است. این مراسمات در میان شیعیان، با عکس‌العمل در جوامع عثمانی همراه بود و سبب می‌شد تا اهل سنت بر عالمان شیعی بتازند.
اصلانی علت انزجار ایرانیان از عمر بن خطاب را حمله سپاهیان عُمر به ایران و همچنین نقش او در خانه‌نشین کردن علی بن ابی‌طالب در ماجرای سقیفه و خلافت ابوبکر می‌داند. یکی دیگر از دلایل جشن گرفتن روز نهم ربیع‌الاول در نزد شیعیان، مسئله آغاز امامت حجت بن الحسن عنوان شده است. به گزارش رسول جعفریان در تاریخ تشیع در ایران، گروهی بر این باورند که نهم ربیع‌الاول، تاریخ مرگ عمر بن سعد بوده است که به جهت همنامی بین عمر بن خطاب و عمر بن سعد، اختلاف‌هایی سبب شده است که این روز، مرگ عمر بن خطاب عنوان شود. به گزارش صادقی کاشانی این قول مستند و دلیلی ندارد. در همین خصوص، غفاری به نقل از ویلیام بیمن گزارش می‌کند که شیعیان ملاحظه‌کار برای توجیه مراسم عمرکشان، منظور از عمری که در این مراسم مورد طعن قرار می‌گیرد را عمر بن سعد معرفی کرده‌اند. ویلیام بیمن این توجیه را یک «عذرخواهی ظریف» تعبیر می‌کند.

## از دیدگاه فقه شیعه
بر اساس آنچه کفعمی از مسارالشیعه نقل می‌کند، انفاق در این روز پسندیده است و موجب آمرزش خواهد شد. همچنین اطعام، عیادت، پوشیدن لباس نو و گشایش در روزی، از مستحبات این روز عنوان شده است. در کتاب تحفه فیروزیه، علاوه بر موارد فوق، غسل و خوشحالی کردن نیز از رسومات این مراسم گزارش شده است. محمدصادق روحانی، از فقیهان شیعه، معتقد است که با وجود واحد بودن روایت احمد بن اسحاق و ضعف سندی آن، اما با وجود قاعده تسامح در ادله سنن، و همین‌طور با توجه به امکان تبعیض در حجیت خبر، می‌توان به اعمال مورد تأکید این روایت، عمل کرد. ابن ادریس حلی، فقیه شیعی، پس از گزارش تاریخ قتل عمر بن خطاب در روز بیست و نهم ذی‌الحجة، روزه گرفتن روز بیست و نهم ذی‌الحجه را پرفضیلت و ثواب می‌شمارد.

### رفع القلم
یکی از مستندات روایی در خصوص این مراسم مذهبی، روایت رفع القلم است. این روایت در کتاب المحتضر حسن بن سلیمان حلی —از عالمان شیعه قرن هشتم ه‍. ق— آمده است و مجلسی آن را از زوائد الفوائد منسوب به فرزند سید بن طاووس گزارش می‌کند. این روایت در کتاب مصباح الانوار هاشم بن محمد از دانشمندان قرن ششم ه‍.ق نیز گزارش شده است. در بخشی از این روایت آمده است: «ان یرفعوا القلم عن الخلق کلهم ثلاثه ایام من ذلک الیوم و لا اکتب علیهم شیئا من خطایاهم». مفاد کلی روایت بیانگر واقعه‌ایست که طی آن دو راوی در روز نهم ربیع‌الاول به منزل اسحاق بن احمد از وکیلان امامان شیعه وارد می‌شوند و او را مشغول به اعمال عید می‌بینند و پس از پرس و جو، داستان احمد بن اسحاق با علی النقی —امام دهم شیعیان دوازده‌امامی— را می‌شنوند که بر اساس آن محمد النقی فضایلی را برای روز نهم ربیع‌الاول برمی‌شمرد.
از جهت سندی و دلالی، نقدهایی بر روایت رُفِعَ القلم روایت وارد شده است. نبود سلسله اسناد و روایان در گزارش‌هایی که روایت را نقل کرده‌اند و همین‌طور عدم گزارش روایت در منابع دست اول روایی از مشکلات سندی روایت است. به گزارش کاشانی، این روایت از حیث دلالی نیز با آیات قرآن در تنافی است و تجویز به گناه می‌کند. در همین خصوص محمدصادق روحانی، گزارش می‌کند که به دلیل ضعف سند، اصحاب از این روایت صرف نظر کرده‌اند. مکارم شیرازی از فقهای شیعه، این روایت را از جهت سند و دلالت دچار مشکل می‌داند. جواد تبریزی دیگر مرجع تقلید شیعه نیز روایت رفع القلم را بی‌اعتبار می‌داند. از مشکلاتی که برای ضعف سندی و شکلی حدیث گزارش شده است می‌توان به ثبت نشدن حدیث در منابع اولیه و مجهول بودن دو راوی حدیث اشاره کرد. تعارض معنای حدیث با اصول اعتقادی و مخالفت آن با قوانین و سنن الهی در باور شیعه و همین‌طور عدم تقیید حکم رفع‌القلم در روایت به شیعیان یا نهم ربیع از مشکلات محتوایی و دلالی حدیث برشمرده شده است.

### دیدگاه‌ها
موافقان مراسم عمرکشان، با استناد به اهمیت تبری در فرهنگ شیعه، دلایلی را در تأیید محتوایی این جشن مطرح کرده‌اند. بر اساس این باور، لعن و سب دشمنان اهل بیت پیامبر، نه تنها منافاتی با دین و مذهب ندارد، بلکه از شعائر مذهبی نیز محسوب می‌شود. موافقان همچنین به هم‌سویی شیعیان با امامان خویش در شادی و غم اشاره می‌کنند و بر این باورند که در روز نهم ربیع، به جهت شادی اهل بیت، باید ابراز شادی و سرور کرد. حجت کشفی، از سیاستمداران معاصر ایرانی، عمرکشان را نوعی عبادت معرفی می‌کند که برای اجرای این مراسم، نیاز به شجاعت، فراست، کیاست، فصاحت، بلاغت، سیاست و لطافت طبع و جان است. او دلیل انکار فضیلت این عید از جانب برخی از بزرگان را «مطامع دنیوی و حطام بی‌ارزش فانی» عنوان می‌کند. محمدصادق روحانی، از فقیهان شیعه، روز فرحةالزهرا را روز مرگ عمر بن خطاب می‌داند و آن روز را عید بزرگی در نزد شیعه امامیه قلمداد می‌کند. به اعتقاد کاشانی و بر طبق آنچه از ابوالادیان گزارش شده است، پس از مرگ حسن عسکری، مردم برای تسلیت مرگ برادر و تهنیت به امامت، نزد جعفر بن علی رفتند و این ماجرا بیانگر رسم امامیه در تهنیت آغاز امامت تلقی شده است. از همین رو و با توجه به گزارش منابع در خصوص تاریخ درگذشت حسن عسکری در روز هشتم ربیع‌الاول سال ۲۶۰ ه‍. ق، تاریخ آغاز امامت حجت بن الحسن، مورد توجه شیعیان قرار گرفته است. با این وجود در تاریخ درگذشت حسن عسکری نیز اختلاف‌هایی گزارش شده است. در همین خصوص، سید بن طاووس پس از گزارش درگذشت حسن عسکری، علت بزرگداشت روز نهم ربیع‌الاول را، آغاز امامت حجت بن الحسن احتمال می‌دهد.
مخالفان برگزاری مراسم عمرکشان، به مسئله ایجاد اختلاف میان شیعه و سنی پرداخته‌اند و این مراسم را مخالف سیاست‌های وحدت محور شیعه و سنی می‌دانند. مخالفان مراسم عمرکشان، به استناد برخی از آیات قرآن، سب و توهین به عقائد دیگران را حرام و ممنوع می‌دانند. مخالفان بر این باورند که توهین‌های متقابل اهل سنت در مواجهه با توهین‌های صورت گرفته از جانب برخی شیعیان نسبت به خلفای سه‌گانه، سبب شده است تا شیعیان از جانب برخی فرقه‌های سنی مذهب، تکفیر شوند. مخالفان همچنین به روایاتی از منابع شیعه استناد می‌کنند که از لعن علنی دشمنان اهل بیت، نهی کرده‌اند. مخالفان همچنین بر ضعف روایت رفع القلم تأکید داشته و معتقدند این روایت از حیث سندی و محتوایی دچار مشکل است و استناد به آن برای تقویت قول نهم ربیع بودن کشته شدن عمر بن خطاب، صحیح نمی‌باشد. علی خامنه‌ای از فقیهان شیعه و رهبر جمهوری اسلامی ایران، با اشاره به مراسم عیدالزهرا؛ انتشار برخی از فیلم‌های تحریک‌آمیز از این مراسمات را، مانع انتشار انقلاب اسلامی در کشورهای منطقه دانسته است. او با توجه به نیت مسببان این مراسم که شاد کردن فاطمه زهرا عنوان شده است، این کار را سبب شادی دشمنان فاطمه زهرا می‌داند. برخی از فقهای شیعه، نسبت به هرگونه اعمال اخلاف‌افکنانه میان فرقه‌های اسلامی، انتقادهایی را مطرح کرده‌اند که شامل مراسم عمرکشان نیز می‌شود. از این میان می‌توان به روح‌الله خمینی، فاضل لنکرانی، بهجت، تبریزی، وحید خراسانی، موسوی اردبیلی، مصباح یزدی و نوری همدانی اشاره کرد.

## اختلاف‌ها در تاریخ مرگ عمر

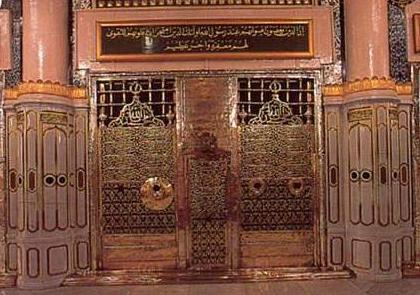
محل دفن عمر بن خطاب در مسجد النبی (مدینه، عربستان)

با وجود آنکه در منابع شیعه، عمر بن خطاب به جهت اقداماتش نسبت به خاندان اهل بیت پیامبر اسلام، همواره مورد طعن بوده است و قاتل او مورد مدح و تمجید منابع شیعی قرار گرفته است اما منابع در تاریخِ درگذشت او دچار اختلاف‌اند. بیشتر مورخان شیعه و سنی، تاریخ مرگ عمر بن خطاب را بیست و ششم تا بیست و نهم ذی‌الحجه گزارش کرده‌اند. از این میان می‌توان به ابن سعد، یعقوبی، خلیفه بن خیاط، مسعودی، طبری، ابن اعثم و بلاذری اشاره کرد. ابن ادریس حلی از دانشمندان قرن ششم ه‍. ق، معتقد است که تاریخ مورد اجماع مورخان در خصوص مرگ عمر بن خطاب، تاریخ بیست و ششم ذی‌الحجه است. او نظری که تاریخ مرگ عمر را نهم ربیع عنوان می‌کند، اشتباه می‌داند. طبری روز مرگ عمر بن خطاب را به نقل از مسعود بن مخرمه، سه روز مانده از ذی‌الحجة سال بیست و سوم ه‍.ق می‌داند از میان دانشمندان شیعه، رضی‌الدین حلی، علامه حلی، سید بن طاووس و ابراهیم کفعمی نیز در آثارشان، به تحقق ترور عمر بن خطاب در ذی‌الحجه تصریح کرده‌اند. در دیدگاه مقابل و به گزارش صادقی کاشانی، سخن از مرگ عمر بن خطاب در روز نهم ربیع‌الاول، از قرن ششم ه‍.ق در منابع وجود داشته است. این دیدگاه در دوران صفویه به شهرت رسید. عبدالجلیل رازی قزوینی در کتاب النقض، تاریخ مرگ عمر بن خطاب را روز نهم ربیع‌الاول گزارش می‌کند. مجلسی در جای دیگری از کتاب خویش، با تذکر به اینکه قول به قتل عمر بن خطاب در تاریخ بیست و ششم ذی‌الحجة در منابع امامیه مشهور است، اما کمی بعد، آنچه در روزگار خویش در میان شیعیان مورد شهرت قرار گرفته است را روزی از روزهای ربیع‌الاول گزارش می‌کند که از اعیاد به‌شمار می‌آید. قول به کشته‌شدن عمر در نهم ربیع، هرچند با گزارش‌های منابع دیگر در تنافی است اما تا پیش از به سر کار آمدن صفویه، چندان شهرتی نداشت. به گزارش مجلسی، پس از رواج تشیع در دوران صفویه، مراسمی نیز در این روز توسط شیعیان برگزار می‌شد.

## ممنوعیت و انتقادها

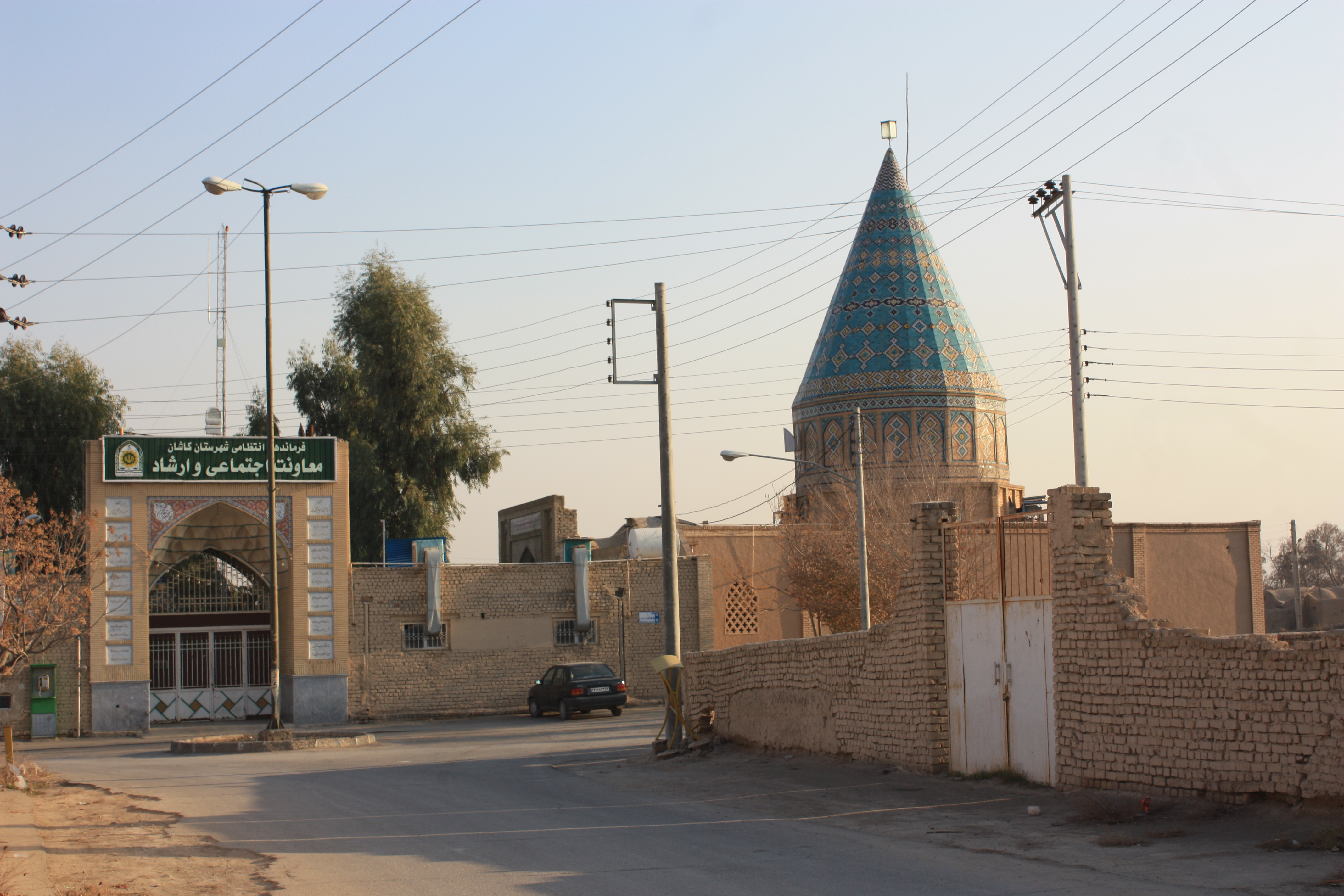
مقبره ابولولو واقع در کاشان که به «پایگاه نیروی انتظامی معاونت اجتماعی و ارشاد» تغییر کاربری داده شده است.

پس از انقلاب ۱۳۵۷ در ایران، برگزاری مراسم عمرکشان از جانب حکومت، ممنوع اعلام شد. حکم ممنوعیت این مراسم از جانب روح‌الله خمینی، رهبر وقت جمهوری اسلامی صادر شد و محتشمی‌پور — وزیر وقت کشور بین سال‌های ۱۳۶۴ تا ۱۳۶۸ خورشیدی — با برگزاری این مراسم به شدت برخورد کرد. در سال ۱۳۸۷ و در پی تذکر مجمع تقریب مذاهب به مسئولان، ورود افراد به این مقبره ممنوع اعلام شد و این بنا به «پایگاه نیروی انتظامی معاونت اجتماعی و ارشاد» تغییر کاربری داده شد.

## منبع‌شناسی
از آثار تألیف شده در دوران صفویه با موضوع عمرکشان یا آنچه به آن مربوط می‌شود، دو اثر عقد الدرر فی بقر بطن عمر و همین‌طور کتاب شاخه طوبی اشاره کرد.